# Clima da Região Sul do Brasil

Mapa climático da Região Sul do Brasil.

Ao estudar o clima regional do Sul do Brasil o primeiro fato que se observa refere-se a sua homogeneidade: a Região Sul do Brasil, embora não seja mais uniforme no que diz respeito a valores e regime térmico,  é, no entanto, no que se refere à pluviometria ao ritmo estacional de seu regime. O segundo fato refere-se a sua unidade. Comparando o clima da Região Sul com os das demais Regiões Geográficas do Brasil, não é difícil verificar que ele é consideravelmente diferente: enquanto as demais Regiões se caracterizam por possuir clima quente (exceção à Região Sudeste, onde predomina clima subquente) do tipo tropical, a Região Sul é o domínio exclusivo e quase absoluto do clima Mesotérmico do tipo Temperado. A homogeneidade e unidade climática desta Região se deve a uma certa homogeneidade e unidade dos fatores e processos genéticos que atuam sobre as condições de tempo nela reinantes. Por isso, para a comparação dos processos climáticos dessa Região, torna-se necessário um prévio conhecimento de seus diversos fatores, alguns de ordem estática, outros de ordem dinâmica. Todos atuam simultaneamente em constante interação, porém para facilitar sua compreensão serão examinados, de início, separadamente. Dentre os fatores estáticos salientam-se a posição e o relevo.
No que concerne ao primeiro, o balizamento da Região Sul nas latitudes médias, na borda do oceano Atlântico, confere a posição um papel muito importante no condicionamento climático desta região. O trópico de Capricórnio passa sobre sua extremidade setentrional, enquanto os paralelos de 30 a 34° Sul tangenciam suas terras mais meridionais. Portanto, seu pequeno território (577.723 km²) está quase todo situado no interior da zona temperada, sem se estender muito para o sul e sem se afastar muito da orla marítima. Neste ponto convém lembrar que quando o Sol caminha em direção ao zênite, a Primavera e Verão sucedem ao Inverno; quando se afasta, o Outono e Inverno sucedem ao Verão. Este ritmo das estações, que tão bem caracteriza a vida nas latitudes médias (zona temperada), torna-se cada vez menos nítido em se aproximando do equador geográfico. Essa maior ou menor nitidez de ritmo estacional decorre do seguinte fenômeno: enquanto nas latitudes baixas (zona intertropical) o Sol atinge o zênite duas vezes por ano, nas latitudes médias o Sol nunca alcança o zênite.
Compreende-se, daí, por que a zona temperada não é, como a zona intertropical, submetida a uma radiação solar das mais fortes, embora seja bem superior à verificada nas latitudes elevadas. A radiação solar, por sua vez, cria melhores condições à evaporação, uma vez que no processo de evaporação é empregado calor, sendo tanto mais ativa quanto maior o calor disponível a ser empregado no seu processamento. Outra pré-condição à evaporação é a existência de superfícies líquidas. Ora, possuindo a Região Sul um litoral em toda sua extensão oriental, fica evidente que ela possui uma superfície oceânica à disposição de um muito ativo processo de evaporação e este, por sua vez, à condensação ou formação de nuvens, que se convertem em chuvas. As posições latitudinal e marítima da Região Sul determinam uma intensa insolação e evaporação, além de forte concentração de núcleos de condensação que certamente contribuem para o acréscimo de chuvas em seu território, sempre que esta Região é atingida por frentes frias e outros importantes fenômenos de ascendência dinâmica do ar.
Quanto ao relevo da Região Sul é muito simples e, tendo em vista os traços através dos quais ele age sobre os processos climáticos, pode ser assim resumido: não obstante a importância das suas baixas altitudes no Rio Grande do Sul, o que mais caracteriza a topografia na Região Sul é a existência de largas extensões de superfícies de planalto, situadas entre 300 e 900 m, sobre a qual as áreas serranas (acima de 900 m) ocupam importante superfície. Quanto aos fatores dinâmicos cumpre salientar que o clima da Região Sul não pode ser compreendido e analisado sem o concurso do mecanismo atmosférico, seu fator genético por excelência, objeto de pesquisa da Meteorologia Sinótica. Até mesmo os demais fatores, tais como o relevo, a latitude, a continentalidade ou maritimidade, nesta incluindo as correntes marítimas, etc. atuam nos processos climáticos em interação com os sistemas regionais de circulação atmosférica. Por isso, dedicar-se-á a seguir, uma unidade de estudo à circulação atmosférica que atua sobre a Região Sul do Brasil.
Em Resumo, os Climas Predominantes na Região Sul do Brasil são o Clima Subtropical Úmido Tipo Cfa e Cwa, nas áreas do Extremo Norte do Paraná, e a partir da Baixada Litorânea do Paraná ao Chuí no extremo sul do Rio Grande do Sul, como também na maior parte da região sul onde estão as terras onde jazem as planícies, e do Clima Oceânico, também chamado de Clima Temperado Marítimo nas áreas acima de 800m e abaixo da latitude 24°30'S onde observa-se verões temperados, e que também ocorre nas áreas acima dos 400m de altitude nas Serras de Sudeste no extremo sul do Rio Grande do Sul, e nestas áreas têm-se subsequentemente um clima mais fresco ou frio ao menos em algum turno do dia no verão, apresentando-se dias que podem se mostrar frescos, mornos ou mesmo quentes em caso de verões atípicos principalmente com a influência do fenômeno El Niño onde percebe-se o aquecimento do ar atmosférico na região tornando os dias mais abafados e com um grande aumento nas precipitações anuais.
As massas quentes vindas da Região Tropical se intensificam no verão e aquecem os dias sulinos e as massas polares que trazem os ventos minuanos ou pampeiros fazem as temperaturas despencarem rapidamente trazendo umidade e neve para as regiões acima de 800m de altitude principalmente nas serras e planaltos dos estados do Rio Grande do Sul e de Santa Catarina. Após o período de umidade, as massas vão em direção ao Sudeste e ao Centro-Oeste do Brasil e deixam o céu mais claro e seco e fazendo com que a temperatura diurna(Mais Alta) se dissipe à noite e formem as Geadas sobre o solo durante as madrugadas sulistas.

## Sistemas de circulação atmosféricas do Sul e suas influências sobre as condições de tempo
Pela sua posição, compreendida nas latitudes médias, a Região Sul do Brasil é atingida pelos principais centros de ação quer daqueles originários das latitudes elevadas.
Próximo do trópico de Capricórnio existem dois centros de alta sobre os oceanos, tangenciando o continente. Pela sua constância e fraco deslocamento, tais altas são denominadas anticiclones permanentes e semifixos oceânicos. São centros de origem dinâmica, inseridos na zona de altas pressões subtropicais do hemisfério austral: alta do Pacífico e alta do Atlântico. Estes dois centros de divergência atmosférica constituem as fontes das principais massas de ar tropical marítimas. Ambas possuem estrutura e propriedades semelhantes e intervêm de modo importante no quadro da circulação atmosférica do Sul do Brasil. Entretanto, enquanto o anticiclone do Pacífico, barrado pela cordilheira dos Andes, é impedido de avançar para o interior do continente o anticiclone do Atlântico penetra frequentemente sobre o interior do Brasil, no que é pouco dificultado pela borda do Planalto Brasileiro. Por esse motivo dar-se-á atenção especial apenas ao anticiclone do Atlântico.
Durante todo ano nas regiões tropicais e temperadas do Brasil, à exceção do oeste da Amazônia e do Centro-Oeste do Brasil, sopram ventos de sudoeste a nordeste, oriundos das altas pressões subtropicais ou seja, do anticiclone semifixo do Atlântico Sul.
Este anticiclone, que constitui a massa de ar tropical marítima, possui, geralmente, temperaturas elevadas e amenas, fornecidas pela intensa radiação solar e telúrica das latitudes tropicais e forte umidade específica, fornecida pela intensa evaporação marítima. Entretanto, em virtude de sua constante subsidência superior e consequente inversão de temperatura, sua umidade é limitada à camada superficial, o que lhe dá um caráter de homogeneidade e estabilidade, não obstante ser este caráter menos acentuado sobre o território brasileiro, por vários motivos.
Contudo, apesar da inversão térmica superior se encontrar mais elevada no setor ocidental do anticiclone subtropical, o domínio deste anticiclone mantém a estabilidade do tempo. Praticamente, esta estabilidade, com tempo ensolarado, somente cessa com a chegada de correntes perturbadas.
Além do anticiclone subtropical do Atlântico Sul outras altas, tropicais e polar, participam diretamente do quadro da circulação atmosférica da Região Sul.
As altas tropicais são representadas por pequenas dorsais que, originárias nas latitudes baixas do Brasil, especialmente de meados da Primavera a meados de Outono, invadem a Região Sul, principalmente o Estado do Paraná, vindas de noroeste.
A respeito dessas altas existe muita controvérsia: alguns consideram-nas pertencentes à massa equatorial continental que tem seu centro de ação na Amazônia, enquanto outros consideram-nas vinculadas ao anticiclone do Atlântico Sul, constituindo-se, pois, em massa de ar tropical. Mas, seja qual for sua vinculação, o que importa é que tais altas são muito móveis e trazem consigo correntes perturbadas.
Outro centro de ação positivo é representado pela alta polar conhecida por anticiclone polar marítimo da América do Sul. Esta alta, de notável deslocamento, tem tanta importância na participação direta da circulação atmosférica da Região Sul quanto o anticiclone subtropical do Atlântico.
Os centros de ação positivos geram as massas de ar cujos ventos de natureza anticiclônica ou divergentes asseguram, geralmente, estabilidade com tempo ensolarado. Por exemplo, o anticiclone do Atlântico Sul origina a massa tropical marítima e o anticiclone polar gera a massa polar.
Entre duas massas de ar ou duas ou mais altas existe sempre uma zona depressionária que se constitui numa descontinuidade para a qual convergem os ventos das duas massas de ar ou das altas. Nessas descontinuidades os ventos convergentes ou ciclônicos tornam o tempo instável e geralmente chuvoso. Tais fenômenos são muito móveis e, por sua estrutura e deslocamento, são denominados correntes de circulação perturbada.
Destas correntes perturbadas serão salientadas apenas aquelas vindas dos quadrantes sul e oeste, uma vez que estas são as únicas que atuam diretamente sobre a Região Sul do Brasil.

### As correntes perturbadas de sul
São representadas pela invasão de anticiclone polar com sua descontinuidade frontal. A fonte desses anticiclones é a região polar de superfície gelada, constituída pelo Continente Antártico e pela banquisa fixa. De sua superfície anticiclônica divergem ventos que se dirigem para a zona depressionária subantártica, originando nessa zona ocupada pelo pack e outros gelos flutuantes as massas de ar polar. Dessa zona partem os ventos polares que periodicamente invadem o continente sul-americano com ventos de oeste e sudoeste nas altas latitudes, mas adquirindo, frequentemente, a direção sul a sudeste em se aproximando do trópico, sobre o território brasileiro.
De sua origem e trajetória (sudoeste e noroeste), até chegar à Região Sul, derivam suas propriedades. Em sua origem, estes anticiclones possuem subsidência e forte inversão de temperatura e o ar é muito seco, frio e estável. Porém, em sua trajetória eles absorvem calor e umidade da superfície morna do mar, aumentados à proporção que caminham para o equador geográfico. De sorte que, já nas latitudes médias, a inversão desparece e o ar polar marítimo torna-se instável. Com esta estrutura e propriedade o anticiclone polar invade o continente sul-americano entre os dois centros de alta subtropical, o do Pacífico e o Atlântico, seguindo duas trajetórias diferentes: uma a oeste dos Andes e outra leste dessa cordilheira.
Em virtude da maior pressão sobre o Pacífico do que sobre o continente, a primeira trajetória é pouco frequentada. Entretanto, no Inverno, a alta polar possuindo, geralmente, maior energia, percorre regularmente esta trajetória, entre a alta do Pacífico e a cordilheira dos Andes. Nesta situação a frente polar (FP) estende-se da região subpolar ao trópico com orientação norte-noroeste-sul-sudeste. Com essa orientação ela transpõe os Andes. Ao transpor essa cordilheira, o setor setentrional da frente polar sofre FL (frontólise, isto é, dissipa-se) em contato com a convergência da baixa continental que, nesta época, está, geralmente, um pouco deslocada, a noroeste da região do Chaco, enquanto que seu setor meridional avança para NE ou para E, até se perder no Oceano Atlântico, após atingir quase todo o Território Nacional ao sul do paralelo de 15° Sul, aproximadamente, ao mesmo tempo que o anticiclone subtropical do Atlântico abandona o continente e se refugia no oceano.
Nessas circunstâncias, a precipitação pluviométrica é pouco expressiva por vários motivos:
1. o ar quente da massa tropical marítima, em ascensão dinâmica sobre a rampa frontal da frente polar, possui pouca umidade específica por se tratar de Inverno;[livro 3]
2. o anticiclone polar, por seu trajeto continental, após transpor os Andes, possui também pouca umidade, e tende a se estabilizar pela base em virtude do contato com a superfície continental intensamente resfriada pela radiação noturna, muito ativa nesta estação do ano.[livro 3]

A segunda trajetória é bem mais frequente no Verão. É ela a principal responsável pelas mais abundantes precipitações que ocorrem no setor nordeste da Região Sul, dentre as quais os aguaceiros de grande concentração/hora ou minuto que, nesta época do ano, ocorrem com muita frequência nas áreas serranas e suas proximidades. Seu desenvolvimento assim se processa: no Verão, em virtude do maior aquecimento do hemisfério austral. há um declínio geral da pressão, principalmente sobre o continente, e todos os centros de ação estão ligeiramente "deslocados para posições mais meridionais. A frente polar, nesta época, geralmente com menos energia, raramente consegue percorrer a trajetória do Pacífico e galgar a cordilheira andina nas latitudes médias, transpondo-a pelo extremo sul do continente, com orientação norte-noroeste-sul-sudeste. Ao transpor os Andes, a frente polar sofre um ligeiro estacionamento durante o qual ela adquire orientação noroeste-sudeste. Neste sentido ela avança para nordeste. Ao alcançar a região do Chaco, o centro de baixa do interior, nesta época, bastante aprofundado, impede, geralmente, sua progressão pelo interior. Aí, em contato com a convergência dessa baixa, a frente polar entra em FL ou recua como frente quente (WF). Enquanto isso, o anticiclone polar, que caminhava sobre o continente na altura do Uruguai, é desviado para o litoral do Brasil mantendo a frente fria (KF) em progressão para nordeste pela rota marítima, atingindo, na maioria das vezes, apenas as áreas continentais do litoral e próximas a ele. Cerca do trópico, a frente polar não possui, geralmente, energia suficiente para manter-se em constante FG (frontogênese, isto é, em avanço), estabelecendo-se daí o equilíbrio dinfunico entre a alta do atlântico sul e alta polar.
Nesta situação, condicionada pela maré barométrica, a frente polar permanece semi-estacionária sobre estas áreas durante 2 a 3 dias, após o que ela pode evoluir por diferentes, desde sua dissipação até a sucessivos avanços e recuos acompanhados de chuvas diárias, geralmente "pesadas", que podem durar mais de 10 dias, para finalmente se dissipar com o desaparecimento da alta polar.
Estas situações, embora atinjam mais frequentemente a Região Sudeste, mormente os Estados do Rio de Janeiro e São Paulo, são, no entanto, ainda muito comuns sobre os Estados do Paraná e Santa Catarina, principalmente no seu setor oriental.
Tais sistemas de circulação, acompanhados de instabilidades pré-frontais, frontais e pós-frontais, constituem, essencialmente, as correntes perturbadoras de Sul. O semi-estacionamento da frente polar e suas oscilações tornam tais correntes perturbadas, na Região Sul, mais frequentes ao longo do litoral, notadamente sobre o Paraná e Santa Catarina, do que nas demais áreas dessa Região, embora elas provenham, como se viu, do Sul ou sudoeste do País.
Resulta daí que tais choques, em equilíbrio dinâmico entre o sistema de circulação do anticiclone móvel polar (do quadrante sul) e o sistema de circulação de anticiclone subtropical semifixo do Atlântico Sul (do quadrante norte) se dão com muita frequência sobre a Região Sudeste do Brasil. Sobre a Região Sul estas situações muito comuns sobre seu setor norte. Nas demais áreas da Região Sul a frente polar, geralmente, mantém em FG, mesmo no verão.
Portanto, o que caracteriza a Região Sul quanto à circulação atmosférica é que ela é uma região de passagem da frente polar em fotogênese. Esta circunstância torna a Região Sul sujeita às sucessivas invasões de correntes perturbadas do Sul que alcançam uma extraordinária regularidade de uma invasão por semana, sendo esta regularidade mais notável no Rio Grande do Sul.

### As correntes perturbadas de oeste
O sistema de instabilidade de oeste decorre do seguinte: de meados da Primavera a meados de Outono, o território intertropical brasileiro é periodicamente invadido por sucessivas ondas de ventos de oeste a noroeste, trazidos por linhas de instabilidades tropicais. Trata-se de alongadas depressões barométricas induzidas em pequenas dorsais. No seio de uma linha de IT o ar em convergência dinâmica acarreta, geralmente, chuvas e trovoadas, por vezes granizo, e ventos moderados a fortes, com rajadas que atingem 60 a 90 km/hora.
Tais fenômenos são comuns no interior do Brasil no período que se estende de meados da Primavera a meados do Outono, porém são mais frequentes e regulares no Verão, quando há um decréscimo geral da pressão motivado pelo forte aquecimento do interior do continente. Sua origem parece estar ligada ao movimento ondulatório que se verfica na frente polar ao contato do ar quente da zona tropical. A partir dessas ondulações formam-se ao norte da frente polar uma mais IT sobre o continente. Após formadas, elas se deslocam com extrema mobilidade até 60 km/hora, embora possam, por vezes, permanecer semi-estacionárias. À medida que a frente polar caminha para o equador, as IT se deslocam para leste ou mais comumente para sudoeste, anunciando, com nuvens pesadas e geralmente chuvas tipicamente tropicais, a chegada da frente polar com antecedência de 24 horas, a qual, no entanto não pode chegar.
Tais chuvas se verificam, geralmente, no fim da tarde ou início da noite, quando pelo forte aquecimento diurno, intensificando-se a radiação telúrica e, consequentemente, as correntes convectivas. Constituem as chamadas chuvas de verão que, ao contrário das chuvas frontais (provocadas pela ação direta das frentes polares), costumam ser intermitentes durante dois, três ou mais dias, duram poucos minutos, raramente ultrapassando 1 hora.
Estas correntes perturbadas, por serem típicas da circulação atmosférica tropical, não afetam igualmente toda a Região Sul do Brasil que, como se sabe, está quase inteiramente balizada na zona temperada. Por este motivo, enquanto o Estado do Paraná é, durante o verão, frequentemente invadido por tais correntes, no Estado do Rio Grande do Sul as invasões são raras. Este fato é responsável, como se verá adiante, pela dualidade de regime de chuvas, no espaço geográfico da Região Sul do Brasil.
Ao lado destas correntes perturbadas, reveste-se de grande importância na circulação da Região Sul o centro negativo localizado no interior do continente sul-americano, mais comumente sobre a região do Chaco, daí suas diversas denominações: baixa do chaco, baixa continental e baixa do interior.
Sua origem está intimamente ligada às pressões da frente polar que se verificam nas latitudes médias e à subsequente dissipação do setor setentrional dessa frente, sempre que esta, vinda de sudoeste, transpõe a cordilheira dos Andes. Entretanto, parece que este mecanismo não é o único fator dinâmico ligado à gênese dessa baixa: a fusão de várias linhas de depressão das baixas latitudes do interior do Brasil, se não entra na sua origem, certamente concorre para o seu fortalecimento. Outro fator que certamente concorre para o fortalecimento desse centro negativo é o forte aquecimento do interior do continente, daí advindo sua maior importância para o Verão austral.
Sendo, portanto, de origem termodinâmica, esta baixa é extremamente móvel, porém é possível reconhecer que sua posição média reside na região do Chaco na fronteira Brasil-Bolívia. Entretanto, durante, ela se encontra frequentemente sobre o Peru-Acre-Bolívia, e durante o verão, sobre a região do Chaco argentino.
Não obstante a vorticidade ciclônica dos ventos, o domínio de tal baixa determina, geralmente, bom tempo, por dois motivos:
1. sua origem continental lhe confere pouca umidade específica;[livro 4]
2. acima desta baixa, existe, sempre, uma célula anticiclônica, impedindo a continuidade da ascendência das correntes convectivas nos níveis superiores.[livro 4]

Esta baixa, cujas interações com a frente polar tem notável consequência nas condições de tempo de todo o Brasil, na Região Sul adquire muita importância nos anos de Verão pouco chuvoso ou verão seco.
Resta ainda citar a baixa do mar de Weddell e a alta dos Açores: esses dois centros de ação têm um papel muito importante no quadro circulatório do Brasil. Considere-se, entretanto, de menor importância neste estudo, porque suas influências sobre a Região Sul são exercidas indiretamente.
A baixa do mar de Weddell é uma das diversas células da zona de baixa pressão subpolar. É oriunda da ondulação da frente Atlântica. Dessas ondulações frontais formam-se profundos ciclones, mais ou menos na altura da Terra do Fogo, os quais se propagam para sudoeste, entrando em total estado de oclusão cerca do mar de Weddell.
Entretanto, sempre que os referidos ciclones se aprofundam no extremo sul do continente sul-americano ou quando a baixa do mar de Weddell é reforçada através de uma ligação com o eixo meridional da frente polar ocorre, consequentemente, uma notável atração dos sistemas intertropicais em direção àquelas células, ou seja, em direção ao polo. Nessas situações sopram sobre a Região Sul ventos de nordeste do anticiclone do atlântico sul, trazendo consigo tempo bom e brusco aquecimento, constituindo e fenômeno denominado aquecimento pré-frontal.
A alta dos Açores, correspondente boreal do anticiclone semifixo e permanente do atlântico sul, possui, como este estrutura e propriedades típicas das altas subtropicais. Entretanto sua influência na circulação regional do Sul do Brasil é muito remota, motivo pelo qual não será mais mencionada no decorrer deste artigo.

## Principais aspectos pluviométricos
Das regiões geográficas do globo, bem regadas por chuvas, o Sul do Brasil é a que apresenta distribuição espacial deste fenômeno, no fim de um ano, de forma mais uniforme. Com efeito, ao longo de quase todo seu território a altura média da precipitação anual varia de 1.250 a 2.000 mm. Portanto, não há no Sul do Brasil nenhum local cuja acumulada de precipitação seja excessiva ou carente. Esta uniformidade decorre de uma série de fatores dinâmicos e estáticos:
- Os sistemas de circulação causadores de chuva[livro 5]
- O relevo regional[livro 5]
- Desvios pluviométricos anuais em relação à normal[livro 5]

### Os sistemas de circulação causadores de chuva
Atuam com frequência anual, mais ou menos semelhante, sobre todo o território regional. No oeste do Paraná e Santa Catarina, o sensível decréscimo de correntes perturbadas de sul (FP) é, em parte, recompensado pelas invasões de correntes perturbadas de oeste no Verão.

### O relevo regional
Caracterizado por superfícies e formas simples, não interfere a ponto de criar diferenciações importantes na pluviometria anual. Somente restritas áreas estão fora do balizamento de 1.250 a 2000 mm. Acima de 2.000 mm inclui-se: pequeno trecho do litoral do Paraná, onde é maior a frequência da frente polar, e o relevo de escarpas abruptas faz aumentar a precipitação; o oeste de Santa Catarina (planalto e vale do rio Uruguai), onde é mais importante a conjugação das chuvas dos sistemas de sul e oeste. Aí,  a localidade de Xanxerê, situada a 791 metros de altitude, registra um total 2.390 mm; e restrita área em torno de São Francisco de Paula no Rio Grande do Sul, situada acima de 900 metros, onde a escarpa da superfície elevada de Lajes — São Joaquim, a barlavento das correntes perturbadas de origem polar, ativando a precipitação, registra 2.456 mm, ou seja, o mais alto índice pluviométrico da Região Sul.
Abaixo de 1.250 mm inclui-se: o norte do Paraná onde decrescem sensivelmente as chuvas trazidas pelas correntes perturbadas de sul; e pequeno trecho do litoral de Santa Catarina, onde o festonamento da Serra do Mar subtrai a precipitação do vale do Rio Rosinha.
Daí se conclui que embora o relevo, por suas características gerais suaves, não exerça grande influência na distribuição da pluviometria, seu papel, uma vez que o Litoral e a Campanha Gaúcha, embora possuam maior número de dias de chuvas proporcionadas pela frente polar, apresentam totais inferiores ao Planalto. Com exceção do litoral do Paraná, toda a faixa litorânea e o extremo sul da Região acumulam, ao final do ano, menos chuva do que o planalto. Isto se deve, certamente, ao fato de que, não obstante a menor ocorrência de chuvas sobre o planalto, estas são, geralmente, mais copiosas do que nas baixadas e planícies, pelo ativamento da turbulência do ar sobre as áreas de orografia mais elevada e acidentada.
A vantagem de que se reveste o clima da Região Sul não reside apenas nos índices anuais de chuva, mas principalmente na forma pela qual as chuvas se distribuem ao longo do ano, emprestando ao regime anual de chuva nesta Região um notável equilíbrio.
O mapa de concentração máxima da precipitação em três meses consecutivos, nos dá uma ideia exata da maneira pela qual a pluviosidade se distribui ao longo do ano. Este mapa demonstra que o mapa máximo de precipitação trimestral varia em média de 25 a 35% ao ano. Ora, como em nenhuma época do ano, na Região Sul, as chuvas quer "leves" quer "pesadas", não se fazem ausentes durante muitos dias consecutivos, fica evidenciado que durante 9 meses cada trimestre acusa um total de precipitação ligeiramente inferior àquele do trimestre mais chuvoso. Sabendo-se ainda que a altura total das chuvas precipitadas ao longo do ano, em quase todo o território regional, varia em média de 1.250 a 2.000 mm, conclui-se que em qualquer época do ano o território meridional do Brasil é bem regado por chuvas. Somente o norte e o litoral do Paraná apresentam uma concentral trimestral que ultrapassa 35%, atingindo 40% apenas em restritas áreas.
Como se trata de Região de clima temperado, cujo regime de precipitação se caracteriza pela distribuição quase equitativa ao longo do ano, é absolutamente impossível prever, pela climatologia, a época ou trimestre do ano em que as máximas ou as mínimas concentrações irão se verificar, uma vez que estas dependem mais do grau intensidade das chuvas proporcionadas pelas correntes perturbadoras de Sul do que da maior ou menor frequência de invasões de tais correntes. Por sua vez, a intensidade depende da estrutura da frente polar, do índice de umidade absoluta contida na massa de ar tropical no momento que precede a chegada dessa descontinuidade, e da velocidade desta frente. Por esta razão, tanto o máximo como o mínimo de chuvas podem ocorrer em qualquer estação do ano.
Entretanto, não obstante a impossibilidade de se determinar a época de incidência das máximas e das mínimas pluviométricas, pode-se, entretanto, conhecer sua tendência. Observando os mapas, verifica-se que o Estado do Paraná, em virtude de estar localizado no setor setentrional da Região, possui um regime anual de precipitação que embora não seja tipicamente tropical (Regiões Centro-Oeste e Sudeste). Nesse Estado o máximo pluviométrico se dá no Verão e o mínimo ocorre em fins de Outono ou no Inverno (nas Regiões Centro-Oeste e Sudeste, o mínimo se dá no Inverno) e o trimestre mais chuvoso é, na maioria das vezes, representado por novembro-dezembro-janeiro na metade oeste deste Estado e por dezembro-janeiro-fevereiro na metade leste, enquanto os 3 meses menos chuvosos são, em sua maioria, de Inverno e secundariamente de Outono. O máximo de Verão decorre da conjugação de dois fatores dinâmicos: maior frequência de frente polar motivada pela maior frequência de seu semi-estacionamento sobre o Paraná, nesta época, e pelas ocorrências de chuvas de convergência trazidas pelas correntes perturbadas de Oeste, representadas pelas linhas de IT (chuvas de Verão) tão comuns nesta época do ano.
Outra área que possui um regime anual de precipitação, cujo ritmo estacional é de certa forma irregular, é representada pela faixa litorânea do Paraná e Santa Catarina. Nesta estreita área o máximo pluviométrico pertence geralmente, ao Verão e seu trimestre mais pluvioso é formado por janeiro-fevereiro-março, enquanto o mínimo incide, na maioria das vezes, no Inverno e, secundariamente, no outono. Trata-se, portanto, de ritmo estacional característico das regiões de clima tropical.
Em Santa Catarina e no Rio Grande do Sul a irregularidade rítmica é tão grande que, à medida que se avança para o extremo sul da Região, as máximas passam a ocorrer no Inverno e as mínimas no Verão. A ocorrência deste ritmo é mais frequente na banda oriental do Rio Grande do Sul, chegando, nessa área, a apresentar, até mesmo, uma forte tendência a este ritmo, característico das regiões de clima mediterrâneo (máxima na época de dias mais curtas e mínima na época de dias mais longos).
Do equilíbrio do regime pluviométrico resulta que quase todo o espaço geográfico do Sul do Brasil não possui estação seca. Este fato, dos mais importantes na caracterização da Região Sul do Brasil, constitui-se num dos fatores climáticos que mais contribui para a unidade climática dessa Região, uma vez que a incidência de um período seco durante o ano atinge uma diminuta área do noroeste paranaense (7,51% do Estado do Paraná, 2,66% da Região Sul).
A seca desta área se verifica com muita regularidade durante o Inverno e tem a duração média de apenas 1 a 2 meses. Sua incidência é uma decorrência da vinculação desta área ao clima tropical semi-úmido do Brasil Central, cujo regime anual de chuvas se caracteriza sobretudo de possuir, no Verão, uma acentuada concentração de chuvas de instabilidades tropicais (correntes perturbadas de oeste), e no Inverno — pela ausência (ou quase) das mesmas, não compensada pelas raras invasões de frente polar (correntes perturbadas de sul) — há nítida e forte estação seca. Entretanto, no noroeste paranaense a referida estação seca, além de ser, geralmente, muito curta,  é de pouca intensidade, porque aí a ausência de chuvas de IT no Inverno é parcialmente compensada pelas sucessivas invasões de correntes perturbadas de sul.
Margeando esta área aparece um corredor subseco, orientado no sentido nordeste-sudoeste, do nordeste ao oeste do Paraná. Trata-se de uma zona de transição entre o regime de chuvas de duas estações bem definidas, com máximo no Verão e seca no Inverno do Brasil tropical e o regime de chuvas bem distribuídas, característico do Brasil temperado. Neste, o descréscimo de precipitação no Inverno,  embora seja bem marcante, não chega a caracterizar uma estação seca.
Para se ter uma ideia exata das superfícies ocupadas pelo regime com curta estação seca, ou com subseca, e aquele cuja seca não fica caracterizada, veja-se a tabela abaixo.
| Território           | Área com 1 mês seco | Área com ocorrência de subseca | Área sem seca | Total  |
| -------------------- | ------------------- | ------------------------------ | ------------- | ------ |
| Paraná               | 7,51                | 24,87                          | 67,62         | 100,00 |
| Região Sul do Brasil | 2,66                | 8,81                           | 88,53         | 100,00 |

Cumpre salientar, no entanto, que o clima de toda e qualquer região nas mais diversas latitudes do Globo jamais representa as mesmas condições em cada ano. Refletindo a variabilidade a que que está sujeito o mecanismo atmosférico, seu principal fator genético, os elementos constituintes do clima são também irregulares, estando, por isso, sujeitos às mesmas variabilidades ou desvios de um ano a outro. Esta característica não atinge todos os elementos do clima com a mesma intensidade ou importância e nas latitudes elevadas da zona temperada a variabilidade dos índices pluviométricos repercute pouco na vida econômica e no comportamento social da população.

### Desvios pluviométricos anuais em relação à normal
No que diz respeito à variabilidade estacional e anual da precipitação pluviométrica, a Região Sul possui os menores desvios anuais do Brasil, somente comparáveis aos que se verificam na Amazônia.
O mapa referente à figura 7 presente na fonte fiável feita especialmente para a publicação deste artigo, representa a distribuição do desvio pluviométrico médio anual em relação a normal no espaço geográfico da Região Sul do Brasil. Observando este mapa verifica-se que a maior parte do território meridional do Brasil possui um desvio médio situado entre 15 e 20% e quase 1/3 deste território situa-se abaixo de 15%, atingindo, em certos lugares, a valores inferiores a 10%. Índices balizados entre 20 a 25% compreendem áreas muito pequenas, podendo, por isso, ser considerados exceção.
Isto significa que a Região Sul do Brasil, além de ser privilegiada no que diz respeito aos anuais totais de chuva ao regime de distribuição ao longo do ano, é, também, uma das mais favorecidas quanto à variabilidade ou regularidade dos seus totais anuais e estacionais, uma vez que seus figuram entre os menores do Brasil.
Entretanto, a este respeito deseja-se chamar a atenção para o seguinte: o fato de que a Região se caracterizar por possuir baixos índices de variabilidade pluviométrica não deve ser interpretado como uma situação constante no clima regional do Sul do Brasil, mas tão-somente como uma situação de maior frequência. Com efeito, em determinados anos, embora estes sejam raros, a precipitação torna-se tão abundante que em certas áreas chega a atingir totais equivalentes ao dobro (ou até mais) da precipitação média, representativa da normal, enquanto que em outros anos, também raros o decréscimo é tão notável que a acumulada fica aquém da metade da precipitação média.
Os anos de fortes desvios positivos constituem os chamados, pela população regional, "anos de muita chuva". Nestes igualmente, toda ou quase toda a Região é submetida a diversos positivos, como ocorreu em 1928 e 1932. Nestes anos, não apenas o vasto território no qual não existe normalmente um mês seco sequer, mas também em todo o território regiona a seca e a subseca ficam completamente ausentes. Trata-se de anos que, geralmente, caracterizam-se por um número maior de invasões de frente polar nos três Estados que compõem a Região Sul, em todas ou quase todas estações do ano. Entretanto, mesmo que tais invasões apresentem uma frequência maior que a normal durante o Outono, Inverno e Primavera e uma frequência menor durante o Verão, se nesta estação a frente polar estacionar com muita frequência sobre a Região, esta situação proporcionará chuvas mais intensas, cujos totais acumulados compensarão o menor número de invasões de frente polar. Esta situação é muito comum em Santa Catarina, e, principalmente, no Paraná. Sendo assim, estes Estados, como o Rio Grande do Sul, terão também, nestes anos, um desvio positivo em sua pluviometria. Os Estados do Paraná e Santa Catarina possuem ainda outras reservas de tempo instável, uma vez que esta última situação (ou seja, de menor invasão de frente polar durante o Verão) está quase sempre relacionada à maior frequência de invasão de correntes perturbadas de oeste nesses mesmos verões.
Os anos de fortes desvios negativos constituem os chamados "anos de pouca chuva" ou "anos secos". Nestes anos, geralmente, toda ou quase toda a Região é submetida a desvios negativos, como ocorreu em  1917, 1921, 1924 e 1933. A consequência climatológica mais importante desses desvios é que nestes anos toda ou quase toda a Região está sujeita a uma seca que pode durar até cerca de 3 meses, quer nas áreas onde normalmente existe uma subseca quer aquelas cuja normal não marca sequer um mês seco, enquanto que no noroeste do Paraná, onde normalmente existe 1 mês seco, nestes anos, a estação seca é fortemente marcada no Inverno, estendendo-se ao Outono e Primavera. Esclareça-se, contudo, que tanto os curtos períodos como as estações secas fortemente marcadas são, geralmente, de secura pouco intensa, uma vez que em qualquer época do ano, por menor que seja o vigor de emissão de frente polar (correntes perturbadas de Sul), rarissimamente elas se fazem ausentes por mais de 15 dias no extremo norte da Região, enquanto que no sul raras são as semanas em que não é registrada, pelo menos, uma passagem de frente polar.
Os anos de desvios negativos são mais sentidos pelas populações rurais do que os anos de fortes desvios positivos, pois os problemas causados pelos fortes desvios negativos, embora sem violência aparente, criam consequências bem mais graves à economia pelos seus caracteres; lento, contínuo, duradouro e geral, numa região cuja economia rural não está técnica e estruturalmente preparada para tais ocorrências.
Os anos, cujos desvios quer positivos quer negativos abarcam toda ou quase toda a Região Sul, são raros. O que predomina é a posição entre áreas de desvios positivos e áreas de desvios negativos num mesmo ano, desvios estes que, no entanto, não se afastam muito do índice 0. Exemplifica-se esta situação referente aos anos de 1929 e 1926, respectivamente.

## Principais aspectos térmicos
Os fatores climáticos determinam uma certa individualidade e uniformidade no clima regional, no que afeta a temperatura. De fato, ao contrário do que se verifica em outras Regiões Brasileiras, no Sul do Brasil a temperatura (apesar de sua diversificação espacial) exerce um papel no mesmo sentido da pluviosidade, ou seja, o papel de unificadora e uniformizadora do clima regional.
Não obstante, isto não significa que os valores e comportamento da temperatura nessa Região sejam semelhantes ao longo de seu território. Significa que há uma relativa semelhança que não permite a determinação de áreas intra-regionais muito distintas, como se verifica em outras Regiões Geográficas do Brasil.
No que concerne à média anual da temperatura o mapa indica que, das isotermas características da zona intertropical, apenas a de 22ºC penetram na Região Sul. Estas isotermas, no entanto, invadem a zona temperada, apenas em uma parcela diminuta do território regional do Sul do Brasil, e estão relacionadas àquelas áreas cujo regime anual, como se viu, além de possuir um ritmo tropical, determinam, normalmente, uma curta estação seca ou subseca, como no norte e no oeste do Paraná.
Fora destas áreas as isotermas anuais são típicas da zona temperada e sua distribuição no espaço geográfico da Região Sul está estreitamente condicionada à latitude, maritimidade (posição) e, principalmente, ao relevo (fator geográfico, por excelência).
A isoterma de 18ºC aparece, no Paraná, em torno de 800 a 500 m de altitude no litoral, e em torno de 900 a 500 m no interior mais ocidental: em Santa Catarina esta isoterma está entre 500 a 450 no interior; no Rio Grande do Sul ela está compreendida entre 300 metros e o nível do mar no litoral e entre 500 e 200 m no interior.
A isoterma de 16ºC abarca as áreas muito elevadas do Planalto, tais como: no Paraná, entre 1.200 a 1.000 m; em Santa Catarina, entre 1.000 a 750 m, e no Rio Grande do Sul de 750 a 700 m de altitude.
Finalmente, a isoterma de 14ºC compreende as áreas e os locais mais elevados sobre o Planalto; no Paraná, ela só é encontrada nos picos da Serra do Mar, acima de 1.300 e na fronteira de Santa Catarina-Paraná ela engloba uma pequena área de 1.100-1.200 m sobre a superfície de Palmas, porém, é sobre a superfície de Palmas, porém, é sobre a superfície de Vacaria-Lages-São Joaquim (Santa Catarina-Rio Grande do Sul), acima de 1.000 m, aproximadamente, que esta isoterma abrange uma maior área. Aí, o morro da Igreja (Santa Catarina), com a altitude de 1.808 m, registra temperatura de 10ºC aproximadamente.
É comum acreditar que nas regiões temperadas não existe calor, todavia na Região Sul do Brasil, a inclinação dos raios solares, nesta época, é muito pequena (em dezembro e janeiro o Sol incide sobre o Rio Grande do Sul com inclinação semelhante ou menor, do que no equador) decorrendo daí que é comum a ocorrência de forte calor no Sul do Brasil durante o Verão. Salientando, quando se registram temperaturas em de 40ºC. Estas temperaturas, características dos dias de forte calor, só não são muito importantes devido à predominância de superfícies elevadas do Planalto Meridional.
A influência da latitude, no sentido de evitar verões na Região Sul pode ser observada nos mapas térmicos relativos ao trimestre de Verão. Salientando,  por exemplo, a média térmica de janeiro, o que primeiro chama atenção é a influência quase insignificante da latitude como fator de distribuição térmica durante o Verão. Este fato pode ser certificado observando que a isoterma de 24ºC que aparece no Paraná e desaparece em Santa Catarina, reaparece no sul do Rio Grande do Sul e a isoterma de 26ºC somente existe no Rio Grande do Sul.
Naturalmente que há uma tendência geral no sentido de diminuir a temperatura, mesmo no Verão, à medida que se avança em latitude. Entretanto, na Região Sul do Brasil esta tendência é pouco importante por dois motivos: primeiro porque na zona temperada, principalmente em sua metade subtropical, o papel da latitude, durante o Verão, é insignificante porque o efeito do aumento de inclinação dos raios solares é quase inteiramente anulado pela desigualdade de duração entre os dias e as noites. Em outras palavras, se por um lado o aumento da inclinação dos raios solares na razão direta da latitude tende a declinar a temperatura no mesmo sentido, por outro lado, o aumento da duração dos dias em relação às noites, na razão direta da latitude, tende a elevar a temperatura no mesmo sentido, nessa época do ano (fator zonal). O segundo motivo é que, ocupando o Planalto Meridional maior extensão geográfica em Santa Catarina e no Paraná, tendo suas mais elevadas superfícies nesses Estados setentrionais da Região Sul, a temperatura tende a declinar em Santa Catarina e Paraná e subir no Rio Grande do Sul (fator regional).
Desse modo cabe que exclusivamente ao relevo o controle da distribuição geográfica da temperatura durante o Verão. O mapa demonstra que às áreas mais quentes durante janeiro (mês mais representativo do Verão) compreendem os valores dos rios Paranapanema (norte do Paraná), Paraná (oeste do Paraná), Uruguai (oeste do Rio Grande do Sul), Ibícuí-Jacuí (Depressão Central do Rio Grande do Sul). Nesses vales a temperatura média de janeiro é superior a 24°C, ultrapassando os 26°C no vale do Rio Uruguai, sendo pouco inferior à temperatura média do mês mais quente das regiões mais quentes do Brasil.
Em compensação, a isoterma de 22°C envolve as elevadas superfícies do Planalto, seguindo, aproximadamente, as seguintes cotas altimétricas: no Paraná, 650 a 600 m no litoral e 750 a 700 m no interior; em Santa Catarina, 600 a 500 m no litoral e 700 a 600 m no interior; no Rio Grande do Sul, 500 a 350 m no litoral e 600 a 550 m no interior.
Finalmente, os locais situados entre 1. 050 e 950 metros no Paraná, entre 950 e 850m em Santa Catarina e 850 a 750m no Rio Grande do Sul, possuem uma média térmica inferior a 20ºC. Dentre esses locais sobressaem, pela sua extensão, a superfície de Palmas e a superfície de Vacaria-Lages-São Joaquim.
Por isso, excluindo as áreas elevadas do planalto, com temperatura média de janeiro inferior a 22°C, no restante do território regional do Sul do Brasil (65% aproximadamente) é comum a ocorrência de máximas diárias muito elevadas no Verão.
Os mapas, representativos das médias das máximas diárias de dezembro, janeiro e fevereiro, respectivamente, dernonstram este fato. Enquanto as superfícies elevadas do planalto mantêm a média das máximas em torno de 27 a 24ºC, nas superfícies baixas dos vales dos rios Paranapanema, Paraná, Uruguai, da Depressão Central e na Campanha Gaúcha, a média das máximas do Verão é superior a 30°C, chegando em janeiro a ser superior a 32°C na maior parte destas citadas áreas.
Nessas áreas, durante o Verão, a ocorrência de máximas diárias próximas de 40°C são, com algumas exceções, tão comuns quanto nas superfícies baixas do Brasil equatorial e tropical, e se for levada em conta a máxima absoluta verificar-se-á que a Região Sul do Brasil possui numerosos exemplos cuja subida do termômetro tem alcançado níveis dos mais altos do País. O mapa demonstra este fato.
Observando este mapa (elaborado com as normais até 1942) verifica-se que apenas no Planalto não foi registrada temperatura superior a 38°C, entretanto, nas citadas superfícies baixas foram registradas máximas absolutas que variam de 38 a 40°C, tendo inclusive ultrapassado este último índice no norte do Paraná (vale do Paranapanema), na Depressão Central, no vale do rio Uruguai e no baixo curso do rio Itajaí. Nestas duas últimas áreas o termômetro já subiu além de 42°C. Entretanto esclareça-se que, após 1942, ou mais precisamente entre 1942 e 1960, já foram registradas máximas diárias superiores a 40°C em muitas localidades do litoral, alcançando quase os 42°C nas restingas do Rio Grande do Sul.
No que diz respeito ao Inverno, em virtude do balizamento intertropical da marcha zenital do Sol, esta estação torna-se, videntemente, mais longa e mais fria à medida que o observador se afasta do equador. Daí decorre que se pode distinguir na zona temperada uma área com Inverno pouco intenso e uma área com Inverno acentuado. A primeira área é subtropical e corresponde, do ponto de vista climático, mais ou menos às latitudes de 30° a 40", enquanto que a segunda se estende até cerca do paralelo de 55°. A primeira distingue-se da segunda por uma freqüência bem inferior de invasões de descontinuidades de origem circumpolar e de participação de anticiclone polar que sucedem à passagem daquelas perturbações.
Entretanto, estes limites acima considerados são mais válidos para o Hemisfério Norte. O Hemisfério Sul, sendo em média mais frio que o Hemisfério Norte, tem os limites de sua zona temperada ligeiramente deslocados para latitudes mais baixas do que aquelas acima citadas.
Acresce ainda que, na América do Sul, em virtude do notável fluxo de ar polar, o limite setentrional da zona temperada climática está, sem dúvida, situado cerca do trópico.
No Brasil, soma-se a estes fatores o fator geográfico representado pelo Planalto Meridional, o qual, influindo no acréscimo de chuvas e no declínio da temperatura, faz com que a zona temperada atinja o trópico.
Daí decorre que, embora a Região Sul esteja situada na zona subtropical, o Inverno, na maior parte de seu território, é acentuado.
De fato, de maio a agosto a temperatura média se mantém relativamente baixa por todo o território regional. Durante estes meses toda a Região sente os efeitos típicos do Inverno das regiões de clima temperado em função das sucessivas e intensas invasões de frentes polares que trazem, geralmente, abundantes chuvas sucedidas por massa polar, cuja participação na circulação atmosférica regional é, pelo menos, igual à participação dos sistemas tropicais, acompanhada de forte queda de temperatura que, comumente, atinge a níveis poucos superiores a 0ºC e, não raras vezes, descem a valores negativos, tornando notável a ocorrência de geadas. Estas características hibernais do clima regional são mais marcantes sobre o Planalto, o qual, como se verá, exerce uma influência na diversificação climática da Região Sul muito mais através de sua ação sobre a temperatura do que sobre a precipitação pluviométrica.
Contudo, não obstante o Inverno climático da Região possuir, em média, uma duração de quatro meses (pelo menos no Rio Grande do Sul e Santa Catarina) os meses de junho e julho são sensivelmente bem mais frios que os de maio e agosto, embora a mínima absoluta de determinados anos possa se verificar num destes dois últimos meses.
O caráter acentuado do Inverno durante os meses de junho a julho se deve a dois motivos:
- estes meses são os mais representativos do solstício de Inverno, cuja conseqüência clímatológica nas zonas extra tropicais se reveste de notável significância pelo considerável aumento da duração das noites em detrimento das horas de radiação diurna e pela maior inclinação dos raios solares;[livro 9]
- pela maior participação da circulação atmosférica de origem circumpolar.[livro 9]

Entretanto, como acontece em todas as regiões extratropicais, o mês mais frio é aquele que sucede imediatamente ao do solstício de Inverno, ou seja, julho.
O rebaixamento geral da temperatura neste mês, quer das máximas quer das mínimas diárias e, conseqüentemente, das médias diurnas, torna a média térmica de julho não apenas a mais baixa do ano da Região Sul como, ainda, a mais baixa veríficada nas mesmas latitudes e altitudes do Globo.
A exemplo da temperatura média e das temperaturas do Verão, a distribuição geográfica da temperatura durante o Inverno é determinada pela maior ou menor influência marítima, pela variação da latitude e, sobretudo, pela desigualdade do relevo. Porém o nível de importância de cada um destes fatores varia conforme a época do ano. Ao examinar-se a distribuição da temperatura no espaço geográfico da Região Sul, durante o Verão, viu-se que a maritimidade e a variação da latitude exercem um papel pouco importante cabendo à variação de altitude do relevo o único papel de grande importância dessa distribuição. Entretanto, no Inverno, o papel do relevo já não é tão destacado, uma vez que a variação da latitude assume um papel também muito importante. Da mesma forma a maritimidade. A influência marítima, que no Verão atua no sentido de amenizar a temperatura, evitando maior calor, no inverno sua ação, também amenizadora, evita maiores quedas de temperatura, ocasionando, no verão, o declínio da temperatura para o litoral e, no Inverno, o declínio em direção ao interior.
Por esses motivos a isoterma de 15,0ºC do mês de julho segue as seguintes cotas altimétricas: no norte do Paraná ela segue as curvas altimétricas entre 600 e 500 metros de leste para oeste; no extremo oeste do Paraná ela oscila entre 350 e 200 metros de norte para sul; no litoral ela aparece entre 500 e 400 metros na fronteira com São Paulo, decaindo para 400 e 300 metros na fronteira com Santa Catarina, chegando ao nível do mar antes de alcançar a fronteira do Rio Grande do Sul. Daí se depreende que quase todo o território regional do Sul do Brasil possui pelo menos um mês com temperatura média inferior a 15,0ºC.
Outra isoterma muito importante, representativa da média do mês mais frio (julho), é a de 13,0ºC. A importância desta isoterma decorre não apenas do fato de ela envolver uma grande parte do Planalto Meridional mas também porque se constitui no mais importante limite térmico da floresta de Araucária que domina este Planalto. Esta isoterma acompanha, aproximadamente, as seguintes cotas altimétricas: no Paraná, 800 metros no litoral e entre 1.000 e 700m no interior; em Santa Catarina, 800 a 600m no litoral e entre 800 e 700 m no interior; no Rio Grande do Sul, 600 a 500m no litoral e 500 a 400m no interior. Reaparece no extremo sul da Região, compreendendo quase toda região da Campanha Gaúcha, em altitudes que vão de 400-300 metros ao nível do mar.
No interior desta vasta área, envolvida pela isoterma de 13,0ºC,os locais ou áreas situadas nos níveis mais elevados do Planalto são envolvidos pela isoterma de 10,0°C. No Paraná e norte de Santa Catarina ela aparece entre 1.300 a 1.200 m, descendo a 1.200 - 1.000 m nas superfícies de Vacaria-Lages-São Joaquim. Na superfície de São Joaquim, o morro da Igreja, situado a 1.808 m, apresenta no mês mais frio a temperatura média estimada de 7,3ºC.
Daí decorre que apenas 15,27% do território regional do Sul do Brasil (vale do Paranapanema-Paraná, vale do Ribeira do Iguape e o litoral do Paraná e Santa Catarina) não possui, no mês de julho, temperatura média inferior a 15,0ºC,oscilando entre 18,0 e 15,0ºC, enquanto que em 81,69% a média varia de 15,0 a 10,0ºC. O restante, 3,04%, possui temperatura inferior a 10,0ºC.
Daí se conclui que o Inverno é acentuado, pelo menos nas superfícies do Planalto cuia temperatura média de julho é inferior a 15,0ºC, chegando a ser relativamente rigoroso nos locais ou áreas cuja temperatura média de julho é inferior a 10,0ºC.
Esta característica hibernal, com temperatura média mantida em níveis relativamente baixos, decorre de um abaixamento geral da temperatura. Com efeito, durante o Inverno (junho e julho, notadamente) as máximas diárias só muito raramente atingem a faixa de 30 a 32°C e, mesmo assim, apenas nos grandes vales e no litoral. De fato, o Inverno na Região Sul possui máximas diárias que nas superfícies baixas oscilam, mais freqüentemente, entre 24 e 20°C no Paraná, entre 22 a 20°C em Santa Catarina e entre 20 e 18°C no Rio Grande do Sul, enquanto que na maior parte do Planalto estas temperaturas oscilam mais freqüentemente, dentro da faixa de 20 a 16°C, e até menos nas superfícies de Palmas, São Joaquim e outros locais mais restritos.
No Inverno, ao mesmo que as máximas diárias declinam sensivelmente, as mínimas descem frequentemente a níveis muito baixos. Para ter uma ideia de como é comum a ocorrência de mínimas diárias muito baixas, seguem-se algumas considerações a respeito da média das mínimas, da ocorrência de noites frias e geadas e da precipitação de neve.
A média das mínimas diárias e sua distribuição no espaço geográfico do Sul do Brasil acha-se representada no mapa, através do qual verifica-se que durante o Inverno as médias das mínimas diárias superiores a 10,0ºC ocupam uma pequena parcela do território regional: litoral, norte do Paraná e vale do rio Uruguai. Ainda mais estreitas são as áreas nas quais a média das mínimas é superior a 12,0ºC: pequeno trecho do vale do Paranapanema e ao longo do litoral regional, mesmo assim, apenas em junho e agosto, uma vez que em julho a isoterma de 12,0ºC aparece apenas no litoral do Paraná e Santa Catarina.
Como se depreende, índices relativamente baixos são verificados até mesmo nas superfícies quase ao nível do mar, não obstante forte influência moderadora do mar (baixadas litorâneas). No interior, sob menor influência marítima, os índices são ainda bem inferiores, sendo tanto menores quanto maior a altitude do lugar. Na maior parte do Planalto Meridional predominam, em junho e agosto, índices de 8 a 6°C, decaindo para valores abaixo de 6°C nas áreas ou locais mais elevados desse Planalto, como é o caso das superfícies de Vacaria - Lages - São Joaquim e de Palmas, enquanto que em julho, seu mês mais frio, os índices médios das mínimas diárias de 8 a 6°C se expandem por quase todo o Planalto e toda a Campanha Gaúcha, ficando grande parte desse Planalto com média das mínimas inferior a 6°C.
Estes índices de média das mínimas diárias no Inverno pressupõem, por si só, que nesta estação as grandes quedas do termômetro da Região Sul são um fato muito comum. Como efeito, durante o Inverno, frequentemente, o termômetro desce próximo a 0ºC e, não raras vezes, cai a valores abaixo de 0ºC.

## Principais diferenciações climáticas
Quase toda a Região Sul do Brasil possui clima subtropical. Isso se deve ao fato de que a menor região do país latino-americano está localizado entre as latitudes médias da zona subtropical. O clima subtropical opõe-se aos climas tropicais pela circulação atmosférica. Esse movimento é frequentemente perturbado pela passagem de grandes descontinuidades de origem circumpolar (FP). Esse fenômeno ocorre em qualquer época do ano. As grandes descontinuidades de origem circumpolar são sucedidas por ondas de frio do sistema anticiclônico móvel de origem polar. Essas constantes invasões em qualquer época do ano constituem o traço unificador do Sul do Brasil. Tal análise determina mudanças bruscas de tempo.
Com efeito, durante todo o ano qualquer parte da Região Sul é constantemente submetida a mudanças de tempo. Elas podem ser agrupadas em quatro tipos principais:
- tempo estável com temperatura de mediana a elevada, sob domínio do anticiclone subtropical do Atlântico Sul com ventos do quadrante norte;[livro 10]
- este quadro é regularmente substituído por tempo instável de chuvas mais ou menos pesadas que acompanham a passagem de frente fria em fase de oclusão, com ventos geralmente fracos a moderados rondando em várias direções, sucedidas imediatamente por chuvas finas e intermitentes, forte umidade relativa e nevoeiro sob ação de ventos frios do quadrante (correntes perturbadas de sul) que provocam rápido declínio de temperatura;[livro 10]
- retorna ao tempo estável, mas agora, sob domínio do anticiclone móvel polar o qual traz tempo ensolarado, umidade relativa muito baixa, maior declínio da calmaria e, por vezes geada;[livro 10]
- finalmente o anticiclone polar é transformado em polar de transição, com elevação geral da temperatura, até absorção completa deste último pelo anticiclone subtropical, recomeçando novo ciclo.[livro 10]

Este ciclo somente é interrompido com a chegada de linhas de instabilidade tropicais (IT). Como foi visto, as linhas de instabilidade tropicais constituem outro sistema de circulação. Trata-se de um sistema de circulação originário da zona intertropical. As IT também trazem tempo instável, mas com chuvas esparsas. Esse movimento climático tem forte concentração no tempo e no espaço. As IT, propriamente ditas, não tem grande declínio de temperatura. O tempo estável e quente é quase sempre sucedido pela ausência de grande declínio de temperatura. Este tipo de tempo sucede quase sempre ao tempo estável e quente. Os dias de clima agradável são quase sempre sucedidos pela ausência de grande declínio de temperatura. As jornadas de clima aprazível são motivadas pelo domínio de temperatura do anticiclone subtropical. É tanto mais comum no Paraná, mesmo assim quase exclusivo do Verão (tempo instável de "chuvas de Verão").
Portanto, toda a Região Sul do Brasil possui clima caracteristicamente do tipo temperado.  O clima do setentrião paranaense deve-se ao acréscimo de chuvas de IT. Tal fator determina um sensível declínio de chuvas e aumento de temperatura no Inverno, concentrando-se ainda pela maior quantidade pluviométrica no Verão.
Destas condições resultam as características fundamentais do clima da Região Sul do Brasil. A descrição e análise dessas características serão sucintamente salientadas a seguir.
Os fatores estáticos não criam condições muito favoráveis à diversificação climática nesta Região. Não se estendem muito para o sul nem se afastam muito da orla marítima. Desta maneira, a tendência à uniformidade e unidade climáticas é determinada pelos fatores dinâmicos. Por outro lado, os fatores estáticos prevalecem sem notáveis interferências dos fatores geográficos. Por isso, o espaço geográfico da Região Sul do Brasil é, de certa forma, homogêneo e uniforme.
Contudo, tanto a homogeneidade como uniformidade climáticas desta Região não devem ser interpretadas como absolutas. Apesar disso, é um caso único em relação às outras quatro Regiões Geográficas do Brasil. A aplicação de um critério classificatório é o suficiente para se reconhecer que na Região Sul do Brasil existem algumas áreas entre as quais as distinções climáticas são bastante notáveis. Esta aplicação criteriosa tem caráter amplo. Este é o escopo do artigo. Não obstante, a aplicação de um critério classificatório não recorre a critérios da microclimatologia ou, até mesmo, não se preocupa profundamente com as diferenciações locais. Existe ainda no interior de cada variedade climática diferenciações de tempo e temperatura. A importância delas não deve passar despercebida.
Como se viu, é de grande importância a oscilação de temperatura na Região Sul na cronologia e no geografia. Principalmente se considerar a como as máximas e as mínimas diárias se distribuem. Da importância das máximas e das mínimas decorre uma notável diferenciação das médias mensais, além da cronologia e da geografia. Por isso, cabe às oscilações de temperatura, a função mais importante na diferenciação climática nesta Região.
Quanto ao comportamento térmico deve-se reconhecer pelo menos 3 categorias ou domínios climáticos: a de Clima Subquente, a de Clima Mesotérmico Brando e a de Clima Mesotérmico Médio.

### Clima subquente
Neste clima, nenhum mês apresenta temperatura média inferior a 15ºC. As médias do mês mais frio variam de 18º até 15ºC. Compreende: o norte e o oeste do Estado do Paraná. O norte e o oeste do Paraná correspondem aos vales dos rios Paranapanema e Paraná e seus afluentes. Na divisa do Paraná entre os estados de São Paulo e Mato Grosso e da república latino-americana do Paraguai, acompanha-se as seguintes cotas hipsométricas: 250 a 350 m a oeste e 350 a 600 m ao norte; o vale do Ribeira do Iguape, abaixo de 500 m aproximadamente; e a estreita faixa litorânea, do Paraná ao sul de Santa Catarina, limitada pela curva altimétrica de 500 a 400 no Paraná e de 400 até o nível do mar em Santa Catarina. Atinge 15,27% do território da Região Sul, assim distribuídos: 13,84% no Paraná e 1,43% em Santa Catarina.
Nestas áreas, a grande frequência de temperaturas elevadas no Verão, torna esta estação quente. A média de janeiro varia de 26 a 24ºC. Enquanto isso, as raras ocorrências de mínimas diárias próximas a 0ºC tornam o Inverno ameno. A temperatura do mês mais frio é superior a 15ºC. Daí decorre que estas áreas possuem a temperatura média anual mais elevada da Região Sul do Brasil. A máxima é superior a 20ºC.
Tais condições são devidas a um conjunto de fatores:
- latitudes próximas ao trópico e altitudes próximas ao nível do mar, para todas as áreas subquentes;[livro 11]
- menor participação de massa polar na área subquente do norte do Paraná.[livro 11]

Essas áreas subquentes tem identidade fundamental própria. Não obstante, é possível reconhecer entre elas certas diferenças importantes, quanto ao regime térmico anual:
- o oeste paranaense possui maior variação térmica anual porque a influência marítima é menor. Nessa região o Verão é mais quente e o Inverno mais frio;[livro 11]
- na área litorânea é menos importante a diferença das condições térmicas entre o Verão e Inverno porque a forte influência do mar tem ação equilibrada.[livro 11]

Entretanto, seja numa como nas outras áreas, o Inverno é ameno. Esta é a característica geral mais importante. Dessa particularidade resulta o Clima Subquente na Região Sul. Este clima domina grande parte da Região Sudeste do País. O Clima Subquente resulta tão bem o caráter de transição entre o clima tropical quente das latitudes baixas do Brasil e o clima temperado mesotérmico das latitudes médias da Região Sul. Sua ocorrência na Região Sul é nada mais do que um prolongamento climático da Região Sudeste na Região Sul.

### Clima mesotérmico brando
Quase a totalidade do que resta do território da Região Sul se compreende dentro dos limites do Clima Mesotérmico Brando, menos as áreas subquentes. A maioria do território do Rio Grande do Sul é dominada pelo Clima Mesotérmico Brando. As porcentagens de abrangências são as seguintes: 81,69% do espaço geográfico da Região Sul, Paraná com 21,24%, Santa Catarina com 13,52% e Rio Grande do Sul cuja porcentagem é da ordem de 46,93%.
É exercido pela altitude que uma função tem muita importância neste clima que ocorre, no Paraná, em Santa Catarina e no Rio Grande do Sul. Enquanto isso, o Clima Mesotérmico Brando ocorre devido unicamente a estes Estados que se posicionam em latitudes subtropicais. A sujeição das latitudes é constante devido às massas frias de origem polar que invadem a região. Com efeito, enquanto no Paraná o aparecimento do Clima Mesotérmico Branco é superior às altitudes de menor elevação, e em Santa Catarina quase superior ao nível do mar. No Rio Grande do Sul o Clima Mesotérmico Branco aparece verificadamente superior ao nível do mar.
Neste clima, o Inverno tem bastante sensibilidade. A temperatura de pelo menos um mês é menos de 15ºC. Mas, no interior deste tipo climático são existentes diferenciações importantes em relação à temperatura, não importa se é no Verão ou se é no Inverno. Isso é devido em função de que a latitude e a altitude variam, principalmente deste último fator. Numa delas é existente pelo menos um mês com temperatura média que é menos de 15ºC. Mas em nenhum dos meses ela está inferior a 13ºC. São compreendidas por estas áreas, aproximadamente, 60% do território mesotérmico brando. Enquanto isso, nos 40% que restam na totalidade dos meses do Inverno (ou pelo menos 2 meses) é possuída pelas áreas temperatura média com menos de 15ºC. Pelo menos 1 desses meses é possuída pelas áreas temperatura com menos de 13ºC. O limite entre essas duas áreas se dá, pois pela isoterma mensal de 13ºC para o mês de menor temperatura do ano.
A primeira área (60% do território) o termômetro que desce muito não tem temperaturas de muita frequência. De maneira consequente, o índice médio de geada ocorrente gira em volta de, no máximo 15 dias por ano. Seu Inverno tem muita sensibilidade. Apesar disso, esta estação do ano é de menor intensidade. O Verão ainda tem muito calor. O fator para este aumento de temperatura é devido ao fato de que nesta estação pela média mensal de janeiro (seu mês mais quente) é mantida a temperatura maior de 22ºC.
Na segunda área (40% do território) a não raridade das grandes descidas tem chegado a níveis de negatividade no período do Inverno. As quedas de temperatura também tem muito mais frequência. Conseqüentemente, o índice médio da geada ocorrente tem chegado máximo de 30 dias de maneira aproximada. No seu Inverno é, então, há uma acentuação de temperaturas muito baixas. Pelas suas altitudes de maior elevação não são permitidas, de maneira geral, sequer um mês com temperatura média com mais de 22°C. Todos os dias, suas máximas são mantidas em níveis inferiores de maneira relativa na totalidade da época do Verão. Apenas de vez em quando o termômetro tem uma temperatura superior a 30ºC. Então, seu Verão tem suavidade.
O Inverno da primeira área tem menor intensidade. E o da segunda área tem temperaturas muito baixas. Apesar disso, em resumo, na totalidade da área de Clima Mesotérmico Brando o Inverno tem muita sensibilidade. Então são as temperaturas do Verão que distinguem essas duas áreas. Esta estação tem calor na primeira área e suavidade na segunda. No Inverno a amplitude térmica ganha muita importância na primeira área. Enquanto isso, na segunda as altitudes de relativa maior elevação não permitem muito calor no Verão. Isso faz com a amplitude térmica se torne secundariamente importante.